# Gastroxya krausi
Gastroxya krausi is een spinnensoort in de taxonomische indeling van de wielwebspinnen (Araneidae).
Het dier behoort tot het geslacht Gastroxya. De wetenschappelijke naam van de soort werd voor het eerst geldig gepubliceerd in 1962 door Pierre L. G. Benoit.